# La Nación
«Насьо́н» («La Nación», букв. «Нация») — ежедневная газета, выходящая в Буэнос-Айресе (Аргентина). Основана 4 января 1870 года Бартоломе Митре — бывшим президентом Аргентины. Имеет средний ежедневный тираж 160 000 экземпляров с понедельника по субботу и около 250 000 экземпляров в воскресенье.
Издательство находится по адресу Бушар 557 в Буэнос-Айресе, хотя официальный адрес — Авенида дель Либертадор 101, Висенте-Лопес, провинция Буэнос-Айрес.

## История
Одними из первых директоров и редакторов газеты «Насьон» являются Бартоломе Митре Ведиа и Эмилио Митре — дети основателя газеты президента Бартоломе Митре. Эмилио Митре создал компанию S.A. Nation в 1909 году, которая владеет газетой. Между 1909 и 1912 годами содиректорами были внуки основателя, Луис и Хорхе. Тогда первый был председателем правления, а второй был директором новостей. В 1932 году Луис Митре совместил обе должности, которые занимал до своей смерти в 1950 году. С 1950 года газету возглавлял до своей смерти в 1982 году Бартоломе Митре, правнук основателя, а с 1982 по настоящее время (2015 год) газету возглавляет Бартоломе Митре, праправнук основателя.
Газета «Насьон» считается одной из самых престижных аргентинских газет и имеет преемственность стиля и политики на протяжении ее существования. Она получила множество наград от различных международных и национальных организаций, в том числе специального упоминания, Фонда Конекс в 1987 году за свою карьеру на протяжении всей своей истории. В настоящее время является второй ежедневной газетой в Аргентине, после «Кларин».

## Политика
Газета «Насьон», традиционно стоящая между либералами и консерваторами, исторически была средством для публикации статей, посвящённых католической церкви, вооружённым силам Аргентины и крупным производителям сельскохозяйственной продукции в стране. Тем не менее, её авторами были представители различных идеологических течений. Многие из самых известных мировых писателей на испанском языке такие, как Хосе Марти, Мигель де Унамуно, Эдуардо Маллеа, Хосе Ортега-и-Гассет, Рубен Дарио, Альфонсо Рейес, Хорхе Луис Борхес, Марио Варгас Льоса и Мануэль Мухика Лайнес регулярно появлялись в колонках газеты.

## Расположение
Первоначально издательство размещалось в доме Бартоломе Митре (сегодня музей Митре), после чего издательство меняло адрес несколько раз до тех пор, пока в 1929 году не получило постоянный адрес в здании архитектурного стиля Платереско на улице Флорида. Сегодня штаб-квартира издательства находится в Bouchard Plaza, это 26-этажное офисное здание в стиле постмодернизм, построенное в период с 2000 по 2004 годы.

## Галерея

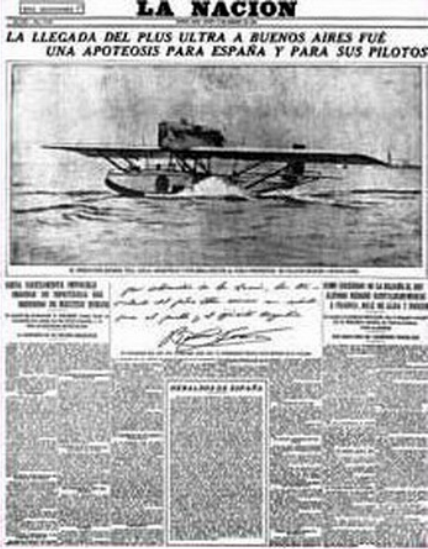
Газета за февраль 1926 года
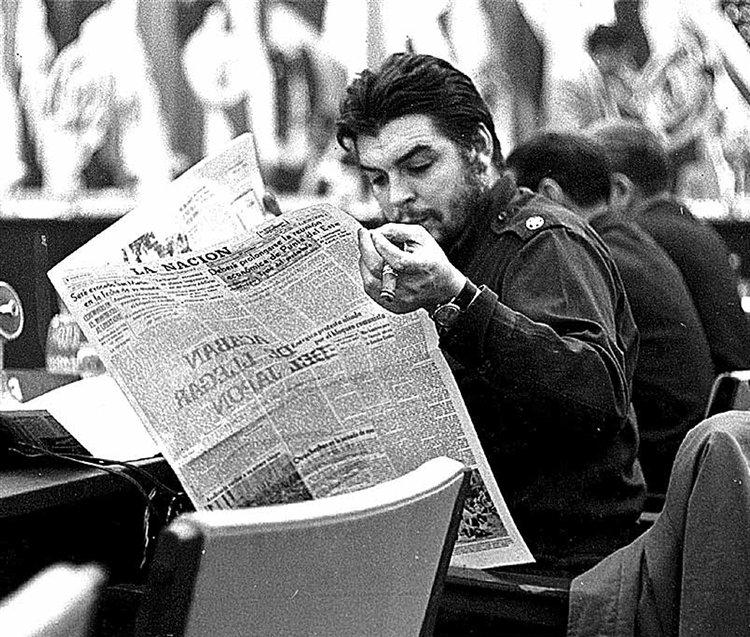
Че Гевара, читающий газету (1961).
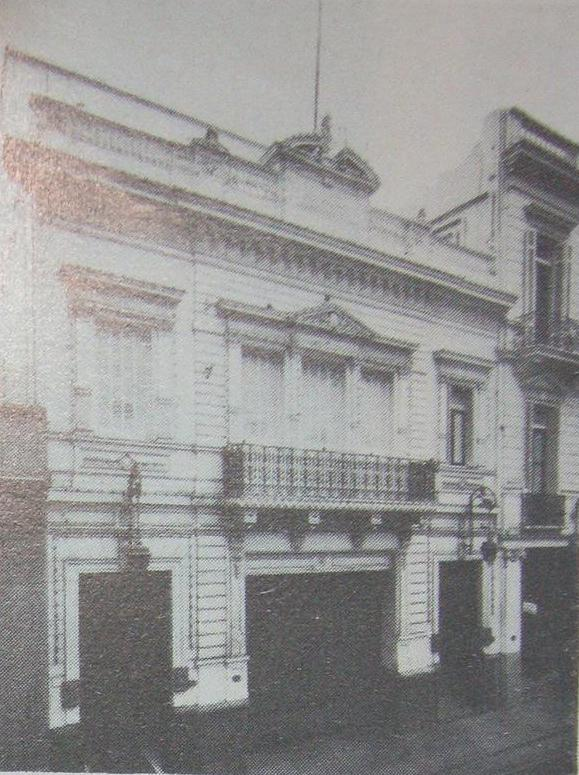
Здание газеты по Авенида Сан-Мартин 500.
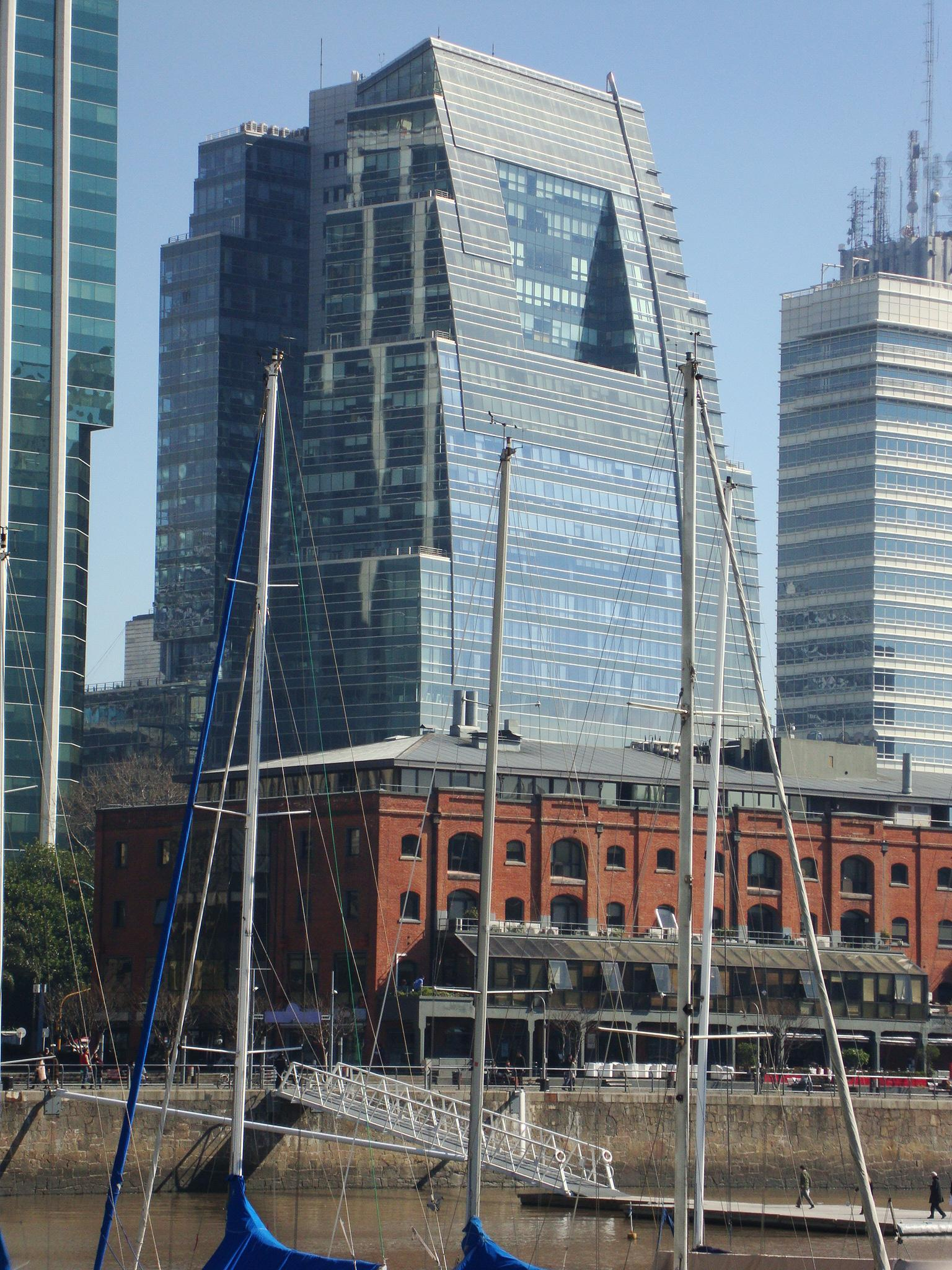
Здание Bouchard Plaza.